# Cora Klausnitzer
Cora-Bess Klausnitzer (* 1987 in Nürtingen) ist eine deutsche Hörfunkmoderatorin und Redakteurin.

## Leben
Nach ihrem Abitur 2007 an der Fritz-Ruoff-Schule in Nürtingen machte sie ein Volontariat bei Energy Stuttgart. Anschließend arbeitete sie dort bis 2011 als Moderatorin, regelmäßig auch als Außenmoderatorin bei Off-Air-Events, unter anderem den Energy Live Sessions.
Anschließend studierte sie bis 2015 Kommunikationswissenschaft an der Universität Hohenheim; während ihres Studiums arbeitete sie weiterhin als Moderatorin bei Energy Stuttgart.
2015 wechselte sie zu Dasding nach Baden-Baden, wo sie bis 2020 mit Benedikt Lawen die Dasding Morningshow mit Cora und Benedikt moderierte. Zudem moderierte sie einige Festivals für Dasding, darunter das Southside in Neuhausen Ob Eck zusammen mit Constantin Zöller und auch Das Fest in Karlsruhe.
Seit 2020 arbeitet sie als Redakteurin bei SWR1 Baden-Württemberg für die Sendung SWR1 Guten Morgen Baden-Württemberg und moderiert verschiedene Sendungen und samstags SWR1 Guten Morgen Baden-Württemberg. 2021 und auch 2022 gehörte sie zu den Moderatoren der SWR1 Baden-Württemberg Hitparade und moderierte gemeinsam mit Matthias Sziedat. 2024 moderierte sie die Hitparade vertretungsweise zusammen mit Patrick Neelmeier für den erkrankten Ingo Lege. Seit 2023 begleitet sie die Hitparade mit dem Podcast "5 Tage wach – Die kultigste Radio-Hitparade Deutschlands."
Für das SWR Sommerfestival in Stuttgart ist sie seit 2018 Festivalreporterin.
Seit 24. März 2025 moderiert sie mit Steffen Orner Guten Morgen Baden Württemberg. 